# Історія видобування газогідратів як вуглеводневої сировини
Історія видобування газогідратів як вуглеводневої сировини
Гідрати природних газів, або клатрати — це кристалічні сполуки, що утворюються за певних термобаричних умов з води і газу, які за зовнішніми ознаками подібні на звичайний лід. Вперше газогідрати були відкриті англійським хіміком Гемфрі Деві в 1810 р. У 1888 р. французький фізик і хімік Поль Віллар вперше в лабораторних умовах отримав гідрати вуглеводнів CH4, C2H6, C2H4, C2H2.
Газогідрати довгий час лишалися мало вивченими. У 1934 р. Гаммершмідт опублікував результати дослідження газопроводів США, робота яких ускладнювалася формуванням пробок в зимовий час. Передбачалося, що утворюються крижані пробки з конденсатної води. Гаммершмідт, спираючись на лабораторні дослідження, показав, що тверді пробки складаються не з льоду, а з гідрату газу, який транспортується. Інтерес до газогідратів різко зріс. Потрібно було детально дослідити умови утворення газогідратів, створити ефективні засоби виключення ускладнень при транспорті газу. Дослідження цих проблем тривають і до сьогодні.
Наступний період в історії дослідження газогідратів пов'язаний з відкриттям існування природних газогідратів, які відігравали одну з провідних ролей при формуванні планет, атмосфери та гідросфери Землі, але були невідомі.
Перше припущення про існування газогідратних покладів в районах вічної мерзлоти Канади в 1943 р. зробив Д. Катц, професор Мічиганського Університету, проте довести їх наявність бурінням свердловин тоді не вдалося. У 1946 р. аналогічне припущення було висловлено професором Московського нафтового інституту ім. І. М. Губкіна Стрижовим І. М., проте доказової бази не було наведено. У 1963 р., коли в Росії (Якутія) була пробурена Мархинська свердловина глибиною 1850 м, яка на глибині 1450 м розкрила розріз порід з температурою 0°С, також було висловлено припущення про існування газогідратних скупчень в охолоджених пластах. На той час висунута гіпотеза у багатьох викликала сумніви. Були потрібні докази можливості утворення гідратів в реальних пористих середовищах та формування газогідратних покладів.
Історичні відомості, які наводить в своїх роботах український вчений-геолог, академік НАН України Є. Ф. Шнюков свідчать, що в Чорному морі в 1920 — 1930-х рр. спостерігалися виділення великої кількості горючих газів, які супроводжувалися спалахами та вибухами. Найпотужніші спалахи були зафіксовані під час Кримського землетрусу (12.08.1927 р.) на відстані 55,5 км між Севастополем і мисом Лукул. Болгарські дослідники також стверджують, що викиди газу в Чорному морі — ординарне явище, відоме ще з часів Римської імперії.
Перші експериментальні дослідження умов утворення гідратів природного газу в пористому середовищі були виконані на кафедрі розробки газових родовищ Московського інституту нафтохімічної і газової промисловості ім. І. М. Губкіна. Отримані результати, які було викладено на науковій конференції молодих нафтовиків в Москві в квітні 1965 р., показали можливість утворення гідратів в пористих середовищах в реальних кернах і стали обґрунтуванням існування газогідратних покладів в надрах землі.
Після комплексної міжнародної експертизи, 24 грудня 1969 р. Комітетом у справах винаходів і відкриттів СРСР було засвідчено, що автори Ю. Ф. Макогон, Ф. А. Требін, А. А. Трофимук, Н. В. Черський, В. Г. Васильєв зробили відкриття, яке визначається наступною формулою: «Експериментально встановлена раніше невідома властивість природних газів утворювати в земній корі за певних термодинамічних умов поклади в твердому газогідратному стані». Після доповіді на 11-му Міжнародному Газовому Конгресі в червні 1970 р. про результати лабораторних і промислових досліджень, відкриття одержало широкий міжнародний резонанс. Незабаром в ряді країн були створені національні програми досліджень і освоєння гідратних покладів.
У 1969 р. почалася розробка Мессояхського родовища в Сибіру (Росія), де вперше вдалося вилучити природний газ безпосередньо з гідратів. Станом на 1990 р. на Мессояхському родовищі видобуто до 36 % природного газу від загального обсягу газогідратих покладів родовища. У 1998 р. в Канаді на суші (дельта річки Макензі в північно-західній частині) пробурена свердловина, де на глибинах 819—1111 м виявлено пласт гідратів метану потужністю 110 м. Ця свердловина уперше виявила гідрати метану і супутній їм «вільний газ» на глибині нижче рівня вічної мерзлоти. У 2012 р. японське судно «Тікю» виконало буріння експериментальних свердловин глибиною 260 м нижче океанського дна, здійснивши у 2013 р. перший видобуток метану морських газогідратів біля берегів Японії.
У травні 2017 р. з'явилося офіційне повідомлення геологічної служби міністерства земельних і природних ресурсів КНР про «історичний прорив» у цій галузі. Зазначається, що з родовища на глибині 200 м, що знаходиться під шаром води 1200 м, за тиждень було отримано 120 тис. м3 газу з вмістом метану 99,5 %.
На межі ХХ — XXI ст. розвіданість ресурсів гідратів метану була ще досить фрагментарною, проте початок ХХІ ст. привів до більш системних і широких геологічних досліджень морського дна, що виявило значний потенціал газогідратних ресурсів.